# Agustín Aspiazu
Manuel Agustín Aspiazu Belmonte (Lunges, Irupana, Provincia de Sud Yungas, La Paz, 5 de mayo de 1826 - La Paz, 18 de marzo de 1897) fue un intelectual, escritor enciclopedista, científico, catedrático universitario, conferencista, periodista, historiador, novelista, poeta, jurista y político boliviano, también conocido con el sobrenombre de «El Sabio». Publicó libros sobre derecho, medicina legal,  física, astronomía, geología y geografía, fue autor de poemas y otros escritos literarios que se publicaron en periódicos y revistas de su época. Precursor de la codificación del Derecho Internacional en América Latina. 

## Biografía
Nieto del vasco-español Julián Antonio de Aspiazu Bonechea teniente gobernador, comendador y colector de Rentas Reales de España en el Partido de San Nicolás de Palenque (una división administrativa histórica en Ecuador, que hoy corresponde al Cantón Palenque, ubicado en la provincia de Los Ríos), hijo del militar Anselmo Aspiazu Belmonte y de Eugenia María Belmonte, su madre falleció cuando él tenía dos años de edad. Sus estudios primarios los realizó en la Escuela Franciscana y los secundarios en el Seminario Conciliar de la ciudad de La Paz. Posteriormente estudió derecho y en 1853 y se graduó como doctor en Leyes (abogado) en la Universidad Mayor de San Andrés.  En 1865 contrajo matrimonio con Adela Eguino Oliden, nieta de la heroína para la independencia americana Vicenta Juaristi Eguino Diez de Medina, de cuya unión no tuvo descendencia directa. Alrededor de 1889, conoció a Hortencia Loyer hija del comandante Mauricio Eliodoro Loyer (descendiente de franceses, que dirigió al Batallón "LOA" en la Guerra del Pacífico contra Chile) con la que formalizó una relación al margen de su matrimonio junto a quien tuvo tres hijos legalmente reconocidos con posterioridad.

## Trayectoria intelectual y política
Fue docente pedagogo y profesor catedrático universitario de varias materias, por sus aulas pasaron algunos estudiantes que fueron desarrollándose como intelectuales tales como Bautista Saavedra (político y sociólogo), Rosendo Villalobos (poeta y político), Belisario Díaz Romero (científico), Pedro Kramer (escritor), Daniel Sánchez Bustamante (político y escritor), Manuel Rigoberto Paredes Iturri (historiador) entre otros; rector de la UMSA por dos períodos en 1867 a 1868 y en 1883 a 1896, Agustín Aspiazu jugó un papel importante en la reforma educativa del nivel superior en Bolivia, influyendo significativamente en el diseño curricular de la universidad, fomentó la integración de diversas disciplinas, buscando un enfoque de enseñanza más integral y accesible para los estudiantes. Fue elegido Diputado por La Paz en 1863 y 1864, en 1866, fue nuevamente elegido Diputado Nacional, pero negó su concurrencia como una actitud de protesta no sólo contra la opresión política, sino también contra la cesión de territorios nacionales al Brasil y luego se exilió en Tacna (Perú) para no ser partícipe en la aprobación del Tratado de Límites suscrito con el Brasil. Creó el Centro de Estudios Jurídicos en 1857, que posteriormente se convertiría en el actual Colegio de Abogados. Presidente de la Corte Superior de Justicia de La Paz (1885). Primer presidente de la Academia Nacional de Ciencias de Bolivia (1860). Prefecto (gobernador) de Cochabamba (1875) y La Paz (1879). Ministro de Gobierno (1861-1864), ministro de Guerra (1876), ministro de Instrucción, Justicia y Cultura (1877-1878) y ministro de Hacienda (1881). Fundador y primer presidente de la Sociedad Geográfica de La Paz (1889) cuya finalidad era el conocimiento sistemático de la geografía y de la realidad social de Bolivia; fundador de los periódicos ‘La Prensa’ y ‘La Causa Americana’ juntamente con Belisario Salinas (político), este último con la intención de dar a conocer el americanismo generado contra España, que intentaba reconquistar sus antiguos dominios.
En Bolivia a lo largo del siglo XIX, Agustín Aspiazu fue representante del espíritu positivista ilustrado, antidogmático y optimista de su tiempo, quien realizó una labor pionera guiado por una actitud auténticamente filosófica: trató de reducir la influencia eclesiástica en cuestiones de ciencias naturales, intentó difundir la tolerancia ideológica y se esforzó por propagar la experimentación empírica antes de edificar cualquier hipótesis. Su labor no consistió primariamente en la elaboración de teoremas propios, sino en la exposición y divulgación de concepciones de otros en las más diversas áreas del saber, que abarcaron desde el derecho hasta la geografía y la astronomía. En 1876 en La Paz se funda el “Círculo Literario”, formado por prestigiosos escritores de la ciudad de La Paz, que en su revista divulgó las teorías darwinianas y empezó a dar a conocer algunos trabajos del positivismo; Agustín Aspiazu fue una figura destacada de este círculo. A través de su preparación científica, estimula con su obra una serie de trabajos encaminados a conocer la realidad boliviana que se internó hondo en la práctica liberal.
«Es el mayor cultor enciclopedista de la ciencia en Bolivia, y una individualidad científica hasta hoy insuperada», afirma el escritor Ramiro Condarco Morales. A lo que el historiador español Josep M. Barnadas agrega:
 «representó claramente el espíritu positivista ilustrado, antidogmático y optimista de la segunda mitad del siglo XIX». 
El escritor Fernando Diez de Medina dijo: “Fue el primer librepensador que tuvo el país. Sereno y justo en la predica como en la discusión, sólo tuvo alma ardiente para defender la verdad y propagar el saber”
En cuanto a su faceta literaria, el bibliógrafo Arturo Costa de la Torre registra una novela histórica de su autoría bajo el título de Gualterio. Muchos de sus otros escritos literarios están dispersos en periódicos y revistas de su época. La escritora Yolanda Bedregal rescató uno de sus poemas en su Antología de la Poesía Boliviana, aquel titulado Elegía a mi ciudad (1897), que dice en una parte: 

"Mirad la virgen india, miradla reclinada
Como en el quinto cielo la voluptuosa hurí;
En esa eterna cuna de roca abrillantada
Que forma el Illimani y el Huayna Potosí."

En 1872 publicó en Nueva York su más importante libro: ‘Dogmas del Derecho Internacional’, en el que plantea cánones básicos de la convivencia internacional; en la primera parte de su obra se describe en un valioso estudio el concepto de la "soberanía de las naciones". Aspiazu presentó a los dogmas, como leyes o reglas: “que tienen el carácter de perpetuidad, por mayores que sean las variaciones de las sociedades en su organización e instituciones”. En este contexto, mediante su obra reveló también que la "soberanía de los pueblos", es el "único poder político que viene de Dios" y aseveró que la independencia americana y su soberanía es necesaria, al afirmar “que el derecho divino de los reyes es una quimera”. El argumento histórico y jurídico plasmado a lo largo de su obra, refleja un profundo trabajo enciclopédico, al sintetizar en cortas respuestas y soluciones a los problemas que forjan la existencia soberana de una nación y su inclusión en el concierto internacional. También planteó la igualdad de naciones, al manifestar: “que la república más débil goza de los mismos derechos y está sujeta a las mismas obligaciones que el imperio más poderoso”.

## Intervención en el derrocamiento de Melgarejo
El 15 de enero de 1871, Agustín Aspiazu junto al Comandante en Jefe del Ejército de ese entonces el general Agustín Morales y con el firme apoyo de varios otros civiles, cansados ya de las acciones despóticas del presidente dictador Mariano Melgarejo, que gobernó Bolivia durante casi siete años, se levantaron en armas contra éste junto a la población pertenecientes a todas las clases de la sociedad, protagonizando en la ciudad de La Paz una de las batallas más encarnizadas, feroces y terribles de la historia boliviana. Al final de ese día, el pueblo sublevado derrotó con heroísmo a las tropas gubernamentales, logrando de esa manera derrocar al funesto gobierno de facto, e inmediatamente Mariano Melgarejo huyó rumbo a Chile. Sobre este hecho, Agustín Aspiazu publicó ‘El Día magno de La Paz’, que es una relación histórica sobre la citada jornada. De este escrito podemos rescatar la idea sobre ‘tiranía’, que es válida en todo tiempo:
"… la patria no es una divinidad mitológica, creada por la imaginación del poeta, ni figurada por el pincel del artista. La patria es el conjunto de seres de nuestras más caras afecciones. La tiranía es su muerte: es el sufrimiento incesante del ciudadano, del amigo, del hermano, de la mujer, del padre y de la familia…" 
Con posterioridad a esa trascendental victoria, Agustín Aspiazu por su condición patriótica de opositor a los gobiernos de fuerza y habiendo demostrado ser un estratega pragmático fue nombrado Jefe de los Guardias Nacionales.

## Condecoraciones "Agustín Aspiazu"
En 1995 la Prefectura del Departamento de La Paz, hoy Gobernación, consecuente con sus objetivos, de resaltar los valores de la paceñidad, a través de su Dirección de Cultura, ha instituido para honrar la memoria del ilustre científico boliviano, la Condecoración “Agustín Aspiazu”, en sus tres grados: Gran Cruz, Comendador y Oficial. Presea destinada para reconocer los servicios prestados al Departamento de La Paz, por personalidades o entidades nacionales o extranjeras. 

## Obras publicadas
- Canto a Bolivia, poesía lírica (1846)
- Curso de física (1852)
- Manual de Historia Natural (1855)
- Cien Fuegos. Descripción histórica (1857)
- Gualterío, novela histórica (1858)
- Nuevo Trovador, obra de teatro de un drama en verso (1859)
- Curso de medicina legal (1862)
- Biografía de Clemente Díez de Medina, coronel de la Independencia (1864)
- Teoría de los terremotos (1868)
- Curso elemental de historia antigua (1870)
- El día magno de La Paz (1871)
- Proyecto de Constitución Política de Bolivia (1871)
- Dogmas del Derecho Internacional (1872)
- El instructor del pueblo (1874)
- La Tierra en estado primitivo (1877)
- Memoria (1877)
- Conocimiento del Tiempo (1880)
- Nuevo Sistema de enjuiciamiento civil (1882)
- Diccionario razonado del derecho civil boliviano (1885)
- El calculador Náutico (1888)
- La Meseta de los Andes (1890)
- La antigüedad de Egipto (1891)
- Principales problemas de astronomía y geografía (1891)
- Sondaje de los cielos (1892)
- Determinación de las Longitudes Terrestres por medio de la Cintilación de los Astros (1895)
- Los Invulnerables (1895)
- Problemas de Astronomía y Geografía Celeste (1897)
- Conferencias y escritos científicos (1897)
- Elegía a mi ciudad, poema lírico (1897)
- Oscilaciones Estelares, publicación póstuma (aprox. 1919)
- Los Yungas, poesía lírica, publicación póstuma (1938)
- Al Illimani; poema lírico, publicación póstuma (1938)
- Formaciones Paleológicas y Geobotánicas de la Cuenca Andina, publicación póstuma (1942)
- Nuestro Cielo; poema lírico, publicación póstuma (1946)
- El Estudio; poesía lírica, publicación póstuma (1956)
- Páginas escogidas; compilación de escritos destacados, publicación póstuma (1956)
- La Jardinera; poesía lírica, publicación póstuma (1973)